# 吳亮嗣
吳亮嗣（1572年—1623年），字明仲，號浮玉，晚號訥存，湖广黄州府广济县（今湖北省武穴市）人。明朝政治人物。

## 生平
萬曆二十八年（1600年）庚子科湖廣鄉試舉人，三十二年（1604年）甲辰科進士。初為南充縣令，三十四年丙午、三十七年己酉两充四川乡试同考官。三十八年考选，四十年擢授兵科給事中，四十三年八月典试江西，四十六年四月巡视京营，四十七年二月充会试同考试官，九月充武举同考试官，本年丁母憂。當時萬曆怠政，不理政務，内阁只有朱赓一人，吏部没有“掌印”官，不能给牒，以致數千人在京中等待赴任，動彈不得。吴亮嗣為人耿直，于万历末年的奏疏中说：“皇上每晚必饮，每饮必醉，每醉必怒。酒醉之后，左右近侍一言稍违，即毙杖下。”天啓二年（1622年）升太常寺少卿、提督四夷馆，进阶中宪大夫。吳亮嗣是楚党领袖人物，與东林党人有怨。天启三年（1623年），东林党人赵南星入主吏部，吴亮嗣被彈劾。天启三年（1623年）十二月卸任回籍，年底卒於家。

## 家族
曾祖吴紹智。祖父吴玠。父吴廷學。母何氏。慈侍下。弟亮貞、亮思。娶胡氏。